# فاسيلي لازاريف
فاسيلي جريجورفيتش لازاريف (بالإنجليزية: Васи́лий Григо́рьевич Ла́зарев)‏ (23 فبراير 1928 - 31 ديسمبر 1990)، هو طبيب، وطيار، ورائد فضاء من الاتحاد السوفيتي. ويحمل رتبة عسكرية عقيد. توفي في موسكو.

## ريادة الفضاء
شارك في المهمات الفضائية:
- Soyuz 12
- Soyuz 18a.

## التعليم
تعلم في Kozhedub University of the Air Force، وSaratov State Medical University

## جوائز
حصل على جوائز منها:
- وسام لينين
- Pilot-Cosmonaut of the USSR
- بطل الاتحاد السوفيتي
- Medal "Veteran of the Armed Forces of the USSR".